# Constantin Phocas
Constantin Phocas (en grec : Κωνσταντῖνος Φωκᾶς, mort vers 953-954) est un aristocrate et général byzantin.

## Biographie
Constantin est le plus jeune fils de Bardas Phocas l'Ancien et le frère de l'empereur Nicéphore II Phocas ainsi que du général Léon Phocas le Jeune. Quand son père est nommé domestique des Scholes (général en chef) en 945, Constantin est nommé stratège du thème de Séleucie, à la frontière sud-est de l'Empire et en bordure des terres musulmanes.
Il prend part aux campagnes de son père contre les Musulmans et est fait prisonnier par l'émirat hamdanide d'Alep, Sayf al-Dawla, au cours de la bataille de Marach en 953,. Lors du retour triomphal de Sayf al-Dawla à Alep, Constantin fait partie des prisonniers qui défilent dans les rues. Rapidement, il tombe malade et décède probablement au début de l'année 954. Selon certaines sources byzantines, il aurait été empoisonné par l'émir, car il aurait refusé de se convertir à l'islam. Les sources arabes estiment en revanche que ce sont des espions byzantins qui l'empoisonnent après que Sayf al-Dawla a refusé une importante rançon de Bardas Phocas. Quelle que soit la bonne version, Sayf al-Dawla est apparemment rendu responsable de la mort de Constantin par les Byzantins. En représailles, ils exécutent de nombreux prisonniers musulmans, dont des parents de l'émir. Des sources byzantines et arabes affirment que ces événements contribuent à l'échec d'une négociation de paix conduite par les Byzantins en juin 954, mais les historiens modernes remettent en cause cette version,. 